# 線鰭光牙寶蓮魚
線鰭光牙寶蓮燈魚，為輻鰭魚綱脂鯉目脂鯉亞目脂鯉科的其中一個種。分布於中美洲巴拿馬Cocle del Norte河流域，體長可達3.7公分，棲息在底中層水域，生活習性不明。